# Luciana Mello
Luciana Mello Rodrigues de Oliveira (née le 22 janvier 1979 à São Paulo, dans l'État de São Paulo) est une chanteuse brésilienne.

## Biographie
Luciana Mello est d'origine africaine et japonaise (de par sa grand-mère maternelle). Elle commence à chanter à l'âge de cinq ans et enregistre la chanson O Filho do Seu Menino avec son père, Jair Rodrigues, en 1984, composée par l'harmoniciste et producteur Rildo Hora. En 1985, sous le nom de Lu Rodrigues, elle se produit avec Fofão et enregistre la chanson Olha pro Céu, qui est publiée sur le LP Disco do Fofão 2 (RGE) et, plus tard, en 1986, la chanson est incluse dans la compilation pour enfants LP Tevelândia (chez Som Livre). En 1986, Luciana, alors âgée de sept ans, rejoint la dernière formation du groupe musical pour enfants Turma do Balão Mágico, aux côtés de Simony, de son frère Jairzinho et d'une cousine de Simony appelée Luciana, qui ne dure que cette année-là.
En janvier 2010, Luciana Mello s'associe à Jair Oliveira et sortent ensemble le CD-DVD du projet O Samba Me Cantou, enregistré en février 2009 à l'auditorium Ibirapuera de São Paulo. En 2017, son album Na Luz do Samba est nommé pour le Latin Grammy Award 2017 du « meilleur album de samba/pagode ».

## Vie personnelle
Luciana est la fille du chanteur Jair Rodrigues et la sœur du chanteur Jair Oliveira. Luciana commence à fréquenter le photographe Ike Levy en 2003 et l'épouse en 2008. Ils ont une fille appelée Nina et un fils appelé Tony.

## Discographie

### Albums studio
- 1995 : Luciana Rodrigues
- 2000 : Assim que Se Faz
- 2002 : Olha pra Mim
- 2004 : L.M.
- 2007 : Nêga
- 2011 : 6º Solo
- 2016 : Na Luz do Samba

### Albums live
- 2010 : O Samba me Cantou

### EP
- 1995 : Luciana Rodrigues

### Collaborations
- 1998 : Projeto Artistas Reunidos